# Alexander Salkind
Pour les articles homonymes, voir Salkind.
Alexander Salkind est un producteur franco-mexicain d'origine russe, né le 2 juin 1921 à Dantzig et mort le 8 mars 1997 à Neuilly-sur-Seine.

## Biographie
Fils du producteur Michael Salkind et de Maria Gertschikow, il commence à produire des films aux côtés de son père, alors exilé au Mexique. Il produit ensuite Austerlitz dirigé par Abel Gance, Le Procès d'Orson Welles et en 1978 Superman avec Christopher Reeve et Margot Kidder. Il est enterré au Cimetière parisien de Bagneux.
Son fils, Ilya Salkind, né en 1947, est également producteur.

## Filmographie
- Marina (1945)
- Soltera y con Gemelos (1945)
- Sinfonia de una vida (1946)
- Il moderno Barba Azul (A Modern Bluebeard) (1946)
- Black Jack (1950) de Julien Duvivier
- Die Tochter der Kompanie (1953)
- Mon Coquin de père (1958) de Georges Lacombe
- Austerlitz (1960) de Abel Gance
- Romulus and the Sabines (1961) de Richard Pottier
- Le Procès (1962) d'Orson Welles
- Ballad in Blue (1965) de Paul Henreid
- Les Aventures extraordinaires de Cervantes (Cervantes) (1967) de Vincent Sherman
- The Light at the Edge of the World (1971) de Kevin Billington
- Kill! (1971) de Romain Gary
- Bluebeard (1972) de Edward Dmytryk
- Les Trois Mousquetaires (The Three Musketeers) (1973) de Richard Lester
- The Four Musketeers (On l'appelait Milady) (1974) de Richard Lester
- Folies bourgeoises (1976) de Claude Chabrol
- Crossed Swords (Le Prince et le Pauvre)(1978) de Richard Fleischer
- Superman (1978) de Richard Donner
- Superman 2 (1980) de Richard Lester
- Superman 3 (1983) de Richard Lester
- Where is Parsifal? (1983) de Henri Helman
- Supergirl (1984) de Jeannot Szwarc
- Santa Claus: The Movie (1985) de Jeannot Szwarc
- The Rainbow Thief (1990) de Alejandro Jodorowsky
- Christophe Colomb : La découverte (Christopher Columbus : The Discovery) (1992) de John Glen